# La Pratiquante
La Pratiquante (Die Kirchgängerin) est un tableau du peintre et architecte prussien Louis Ammy Blanc des années 1830. Il représente une jeune femme en robe de la Renaissance devant la cathédrale inachevée de Cologne. Ce tableau romantique est l'œuvre la plus significative de l'artiste et a gagné en popularité durant l'époque Biedermeier. Après avoir réalisé l'original en 1834, il fait des répliques en 1837 et 1839. Le motif est rapidement copié en gravure sur bois, gravure sur cuivre, lithographie et lithophanie ainsi que sur la porcelaine de table, tapisseries, broderies, porte-gâteaux et broches…

## Description
Dans une robe verte de brocart doré de la Renaissance de la Basse-Allemagne, dont le style est romantique et historiciste au début du XIXe siècle ; avec un vieux costume traditionnel allemand redevenu à la mode, une jeune femme en demi-profil se tient devant un parapet en pierre. Sous son bonnet, des tresses blondes dépassent, qui lui donnent l'apparence de la Marguerite (Gretchens) de Faust. La tête et les paupières sont abaissées dans le sens de l'idéal de la féminité et de l'intériorité de l’époque, elle a croisé ses bras devant elle. Dans la main droite, elle tient un livre de prière. La croix d'une chaîne en or se pose symboliquement au-dessus.
Derrière elle se dresse la façade gothique de la cathédrale inachevée de Cologne. Apparemment, ce lieu de culte est l'objectif de la jeune femme, qui est présentée comme une Fidèle par le titre de l’œuvre. Pour les spectateurs qui connaissent les conditions topographiques de Cologne, le point de vue surélevé – apparemment sur le toit d'un bâtiment devant la cathédrale – est inhabituel, car il est à peine sur le chemin habituel d'une ecclésiastique de Cologne. Il est dû à des raisons de composition. Dans la tradition académique du portrait, il est ainsi possible de souligner le visage du personnage sur le fond du ciel clair et de représenter la façade de la cathédrale au-dessus d'un paysage urbain particulièrement monumental. Sur les bords de l'image s'ouvrent les perspectives de profondeur d'une veduta romantique de la ville de Cologne, dans laquelle l'artiste a composé à gauche le pignon à gradins de la maison Overstolzen (de). Les ruines de l'église sont un des motifs populaires du romantisme. Comme un rocher du paysage urbain, s'élevant et placé dans une lumière chaude devant un ciel d'été clair, elle idéalise l'église et la foi chrétienne comme des constantes dans la vie de la société et de la fidèle. Ils monumentalisent l'expression de la religiosité.
En 1935, plus de cent ans après sa réalisation, il est admis que le tableau est un portrait posthume. Il représente la catholique de Düsseldorf Gertraud Küntzel, épouse d’Eduard Küntzel, un officier de la garnison de Düsseldorf. Elle est la fille de Johann Wilhelm Breidenbach (1764–1837), fondateur de l'hôtel Breidenbacher Hof, et de son épouse Franziska. Le fait que le nom de la personne représentée ait été maintenue anonyme est  soit une considération pour le deuil des familles concernées, soit destiné à préserver le caractère allégorique de l'image. Quoi qu'il en soit, la lisibilité de l'image ne repose pas sur la connaissance de l'existence de la personne.

## Origine
Louis Ammy Blanc a étudié la peinture à l'Académie de Berlin pendant plusieurs années avant de déménager à Düsseldorf en 1833. Pour être admis au rang de maitre à l'Académie des Beaux-Arts de Düsseldorf, il a du présenter son travail. Pour cela, en plus de son tableau Die Verstoßung der Hagar (1833), Die Kirchgängerin est également pris en ligne de compte.
La question reste ouverte de savoir si le peintre a rencontré son modèle. Il s'est écoulé un peu moins d'un an entre son arrivée à Düsseldorf et la mort de la jeune femme.
Le tableau est présenté après une première exposition à Berlin en 1834 à l'exposition d'art de l'Académie de Düsseldorf, Anton Fahne l'a loué comme une représentation de « piété enfantine », Atanazy Raczyński voyait dans la peinture « une demoiselle en vieux costume allemand, allant à l'église avec le livre de prières à la main » comme l'expression la plus intime de « piété, d'innocence et de dévotion ».
La popularité du motif a entraîné non seulement des commandes de répliques, mais de nombreuses reproductions. Au milieu du XIXe siècle  les artisans décoraient également des coussins de canapé, des parapluies de four, des sacs de voyage et des têtes de tuyaux. En tant qu'incarnation typiquement idéale de la religiosité intime, éblouie de la signification nationale-romantique de la cathédrale de Cologne, l'image a touché l’intérêt de l'époque et a créé un type de femme romantique tardif.

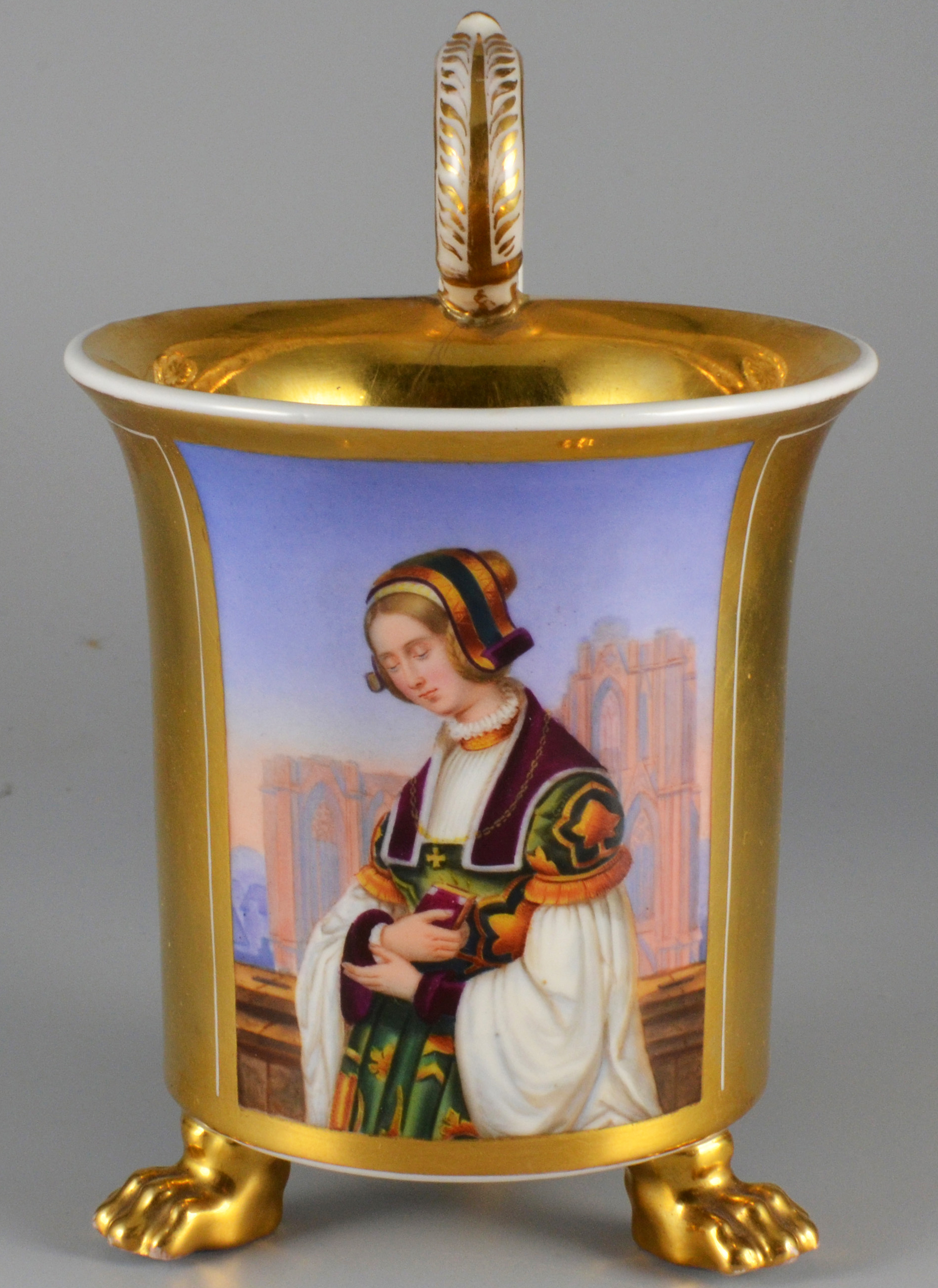
La fidèle sur la peinture en porcelaine d'une tasse à pattes, XIXe siècle.
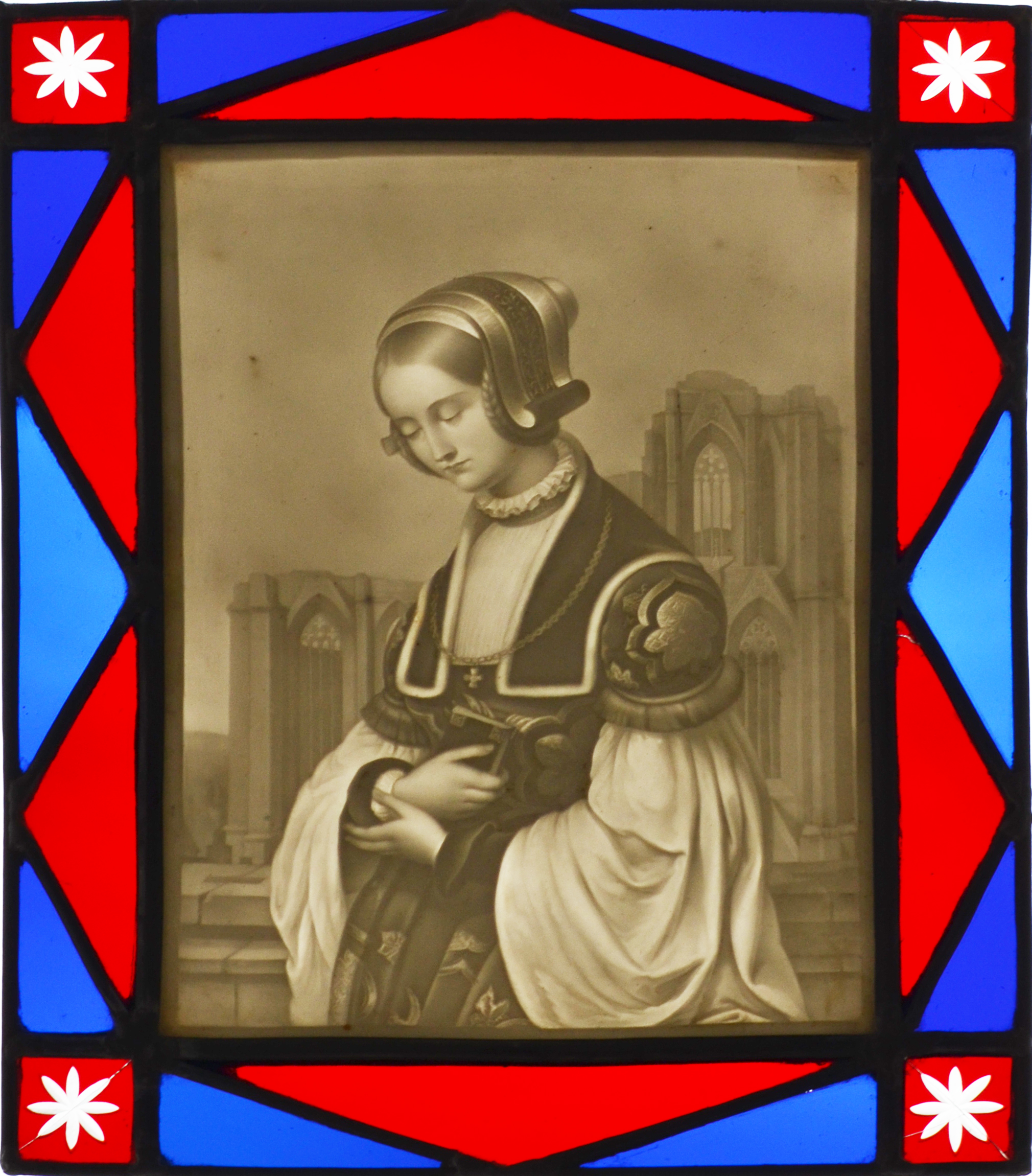
La fidèle sur une lithophanie, XIXe siècle
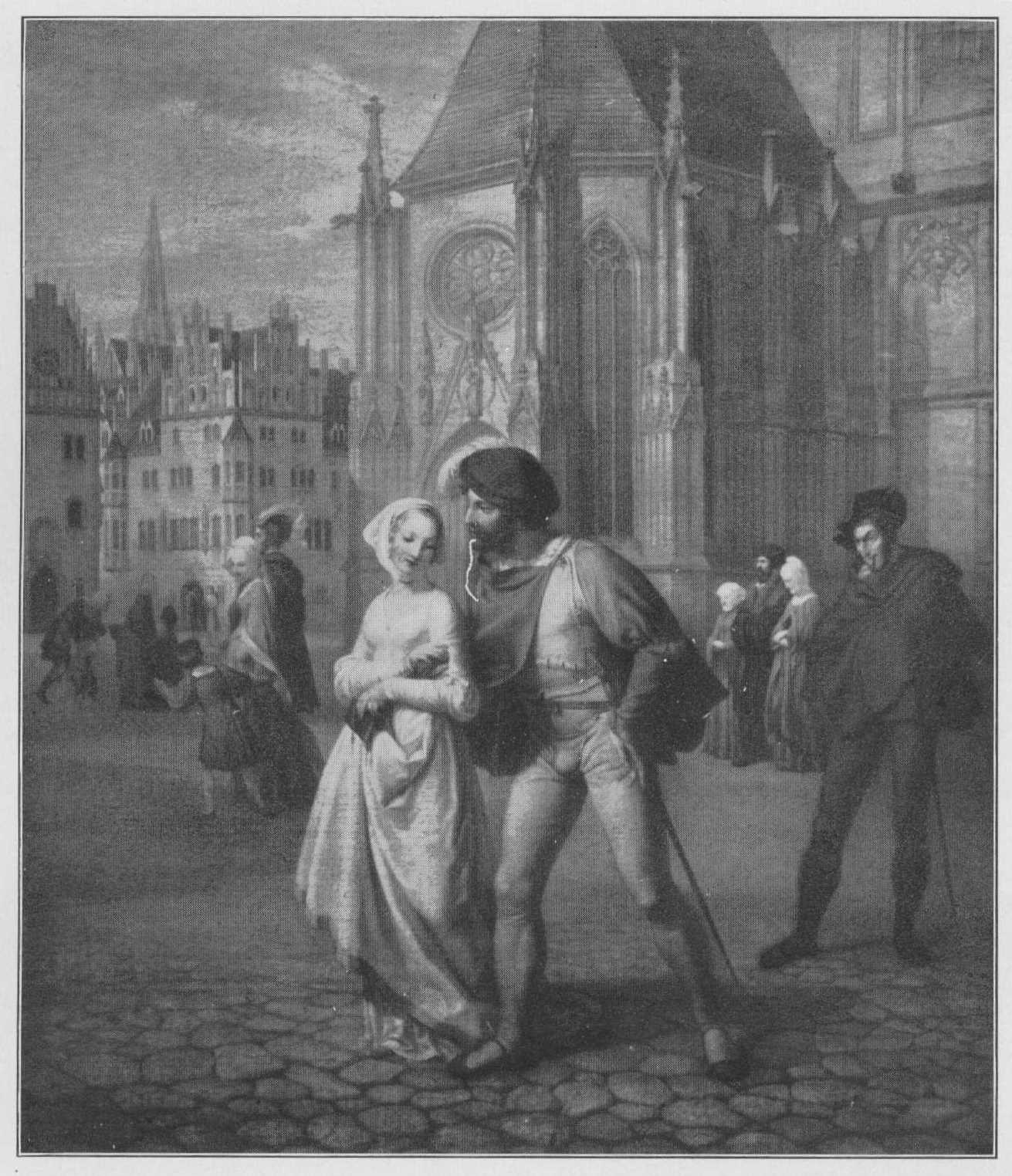
Gustav Heinrich Naecke : Faust et Gretchen, 1830

L'original de 1834, une huile sur toile de 112 × 77,7 cm, est présenté lors d'expositions l'année de création, d'abord à Berlin, puis à Düsseldorf et est acquis par le Kunstverein pour la Rhénanie et la Westphalie. Celui-ci fait fabriquer en 1835 par le graveur August Hoffmann (de) une gravure sur acier. Une lithographie est réalisée par Carl Wildt. Par tirage au sort, le tableau est attribué à un amateur d'art de Soest à l'été 1835. À la fin des années 1830, Blanc a repris possession de l'original qui passe en 1841 entre les mains d'Ernst Auguste Ier de Hanovre, au service duquel son créateur est entré en 1840, et se trouve aujourd'hui dans la collection du Musée de Basse-Saxe.
Pour le compte d'Augusta de Hesse-Cassel, la duchesse de Cambridge, Blanc a créé une réplique en 1837 (huile sur toile, 115 × 84 cm). Elle est passée du commerce de l'art à la collection du Rheinisches Landesmuseum Bonn en 1967. Une autre réplique (huile sur toile, 3 pieds 8 pouces × 2 pieds 6 pouces) a été créée en 1839 pour la collection d'art de la ville de Königsberg (Prusse) et est aujourd'hui considérée comme brûlée ou disparue. Pour le compte d'Eduard Küntzel, une autre version aurait peut-être pu être produite après la mort de sa femme, car selon le message d'un descendant de la famille Küntzel de 1935, il existait une copie dans la famille. Peut-être que celle-ci est identique à une version créée vers 1840 (huile sur toile, 78 × 56,3 cm), qui est aujourd'hui la propriété d'une collection privée suisse.